# Christopher Scarver
Christopher J. Scarver, né le 6 juillet 1969, est un détenu afro-américain emprisonné à vie pour un meurtre commis en 1990 sur un employé de son ancien directeur. Il est surtout connu pour avoir tué en 1994 le tueur en série et cannibale Jeffrey Dahmer, ainsi qu'un autre détenu, Jesse Anderson (en), à l'institution correctionnelle de Columbia à Portage dans le Wisconsin avec une barre en acier.

## Biographie
Christopher J. Scarver, second d'une famille de cinq enfants, grandit à Milwaukee dans le Wisconsin. Après avoir quitté la James Madison High School, il devient stagiaire et travailleur comme charpentier pendant un an, après quoi son superviseur lui promet qu'il sera embauché à plein temps. Malheureusement, son superviseur est licencié et la promesse d'emploi à plein temps ne se matérialise pas pour Scarver. Il se retrouve sans emploi, se met à boire et sa mère le chasse de la maison familiale. Il estime alors que John P. Feyen, son ancien directeur, est responsable de tous ses ennuis.

### Meurtre de Steven Lohman
Le 1er juin 1990, il se rend au bureau des programmes de formation où il espère trouver John P. Feyen seul, mais un autre ouvrier nommé Steven Lohman est également présent. Après avoir ordonné à Lohman de se mettre à terre, il demande à Feyen de lui remettre son argent. Lorsque celui-ci lui montre qu'il ne possède que 15 dollars, Scarver tire une balle dans la tête de Lohman pour montrer qu'il ne plaisante pas. Il tire encore à deux reprises dans le corps de Lohman avant que Feyen ne se décide à lui faire un chèque de 3 000 dollars. Il tire de nouveau une quatrième balle dans la tête de Lohman et s'enfuit en possession des 15 dollars, du chèque et de la carte de crédit du directeur. Il est arrêté quelques heures plus tard sur le perron de l'immeuble de sa petite amie avec le chèque, la carte de crédit et le pistolet semi-automatique dans sa poche.

### Meurtres de Jeffrey Dahmer et de Jesse Anderson
Le matin du 28 novembre 1994, Scarver est affecté à un groupe de travail avec deux autres détenus, Jesse Anderson et Jeffrey Dahmer. Ils sont chargés de nettoyer les toilettes du gymnase de la prison. Quand les gardiens laissent les trois détenus sans surveillance, Scarver frappe violemment les deux autres hommes avec une barre en acier de 51 cm qu'il avait retirée d'un équipement d'exercice dans la salle de musculation de la prison. Revenant tôt dans sa cellule, après ses meurtres, un agent lui demande pourquoi il n'est pas au travail. Au même moment, deux officiers trouvent Dahmer et Anderson,.
Dahmer est déclaré mort une heure après son arrivée à l'hôpital ; Anderson décède deux jours plus tard. Après avoir été jugé apte à subir son procès, Scarver reçoit deux autres condamnations à perpétuité pour ces meurtres.
En 2005, Scarver intente une action en justice fédérale contre les responsables du Wisconsin Secure Program Facility, dans laquelle il a fait valoir qu'il avait été soumis à des actions cruelles et inhabituelles, contraires à ses droits constitutionnels. Scarver déclare qu'il avait passé 16 ans en isolement cellulaire à la suite du meurtre de Dahmer. Un juge du tribunal de district rejette la poursuite et statue que les actions des fonctionnaires restants ne pouvaient pas être considérées comme illégales. Scarver fait appel de la décision en 2006, sans succès.
Plus tard, la juge du tribunal de district fédéral Barbara Crabb ordonne que Scarver et une trentaine d'autres détenus souffrant de maladie mentale soient transférés de l'établissement du Wisconsin. Scarver est finalement transféré dans le Colorado, au Centennial Correctional Facility.
En 2012, un agent représentant Scarver annonce que ce dernier était prêt à écrire un livre qui révélerait sa version complète du meurtre de Dahmer,.
En 2015, Jamie Schram, du New York Post, rapporte que Scarver jugeait que Dahmer ne s'était pas repenti pour ses nombreux meurtres. Schram raconte que Dahmer se moquait de ses codétenus en jouant avec sa nourriture pour la faire ressembler à des membres coupés, utilisant du ketchup pour simuler le sang. Il rapporte également dans son article que, bien que Scarver n'ait pas interagi avec Dahmer avant de le tuer, il savait que Dahmer était très impopulaire auprès de ses codétenus et l'avait vu dans plusieurs altercations avec d'autres prisonniers. Scarver aurait déclaré qu'il était révolté par les crimes de Dahmer et qu'il portait dans sa poche un article de presse détaillant les crimes du tueur en série. Juste avant d'assassiner Dahmer, Scarver lui aurait présenté la coupure de journal et lui aurait demandé si c'était vrai. Scarver aurait déclaré que le personnel pénitentiaire l'avait laissé seul avec lui, parce qu'ils voulaient la mort de Dahmer et qu'ils savaient que Scarver le détestait.